# 病院のチカラ〜星空ホスピタル〜
『土曜ドラマ・病院のチカラ～星空ホスピタル～』（どようドラマ びょういんのチカラ ほしぞらホスピタル）は、2007年4月7日から同年5月12日まで、毎週土曜日に、NHK総合とBSハイビジョンで、全6回放送された日本のテレビドラマ。
主演は菊川怜。地域医療の現場を舞台に、ひとりの若き女性医師の成長と人々の交流を描く。

## 放送時間
- 総合テレビ 21時00分～21時58分（JST）
- BSハイビジョン 18時00分～18時58分（JST）

※NHKプロ野球中継のため、時間の繰り下げ（BSハイビジョンでは繰り上げ）や、休止される（総合テレビの場合）こともある。
※初回は、BSハイビジョンでは1時間繰り上がった17時00分～17時58分に放送され、総合テレビでは21時30分～22時28分に放送予定だったが、上記プロ野球中継の延長のため30分繰り下げられて、22時00分～22時58分の放送になった。
※ナイター中継により、総合テレビでは第5回が21時30分～、BSハイビジョンでは第6回が17時00分～の放送となった。

## 出演者
- 栗原ともみ ‐ 菊川怜（「堀田海岸病院」の外科医）
- 角倉明 ‐ 筧利夫（「堀田海岸病院」の内科医・医局長）
- 栗原瞳 ‐ 渋谷飛鳥（ともみの妹。高校生のときに交通事故死）
- 佐久間看護師 ‐ 小川奈那
- 吉田医師 ‐ 松本実
- 細川医師 ‐ 宮嶋剛史
- 新谷看護師長 ‐ 立石涼子
- 堀田雄一 ‐ 津川雅彦（「堀田海岸病院」の院長）
- 百合 ‐ 小松愛梨（第4回までは声のみの登場）
- 幸田あい ‐ 小嶺麗奈（第1回ゲスト）
- 川崎等 ‐ 笑福亭松之助（第1回ゲスト）
- 塩川亮 ‐ 鹿賀丈史（第1回・第2回ゲスト）
- マリエ ‐ 邑野みあ（第2回ゲスト）
- 山田ミツ ‐ 淡路恵子（第2回ゲスト）
- 水谷杏子 ‐ 三船美佳（第3回・第4回ゲスト）
- 水谷大輝 ‐ 宇都秀星（第3回・第4回）
- 岸田豊子 ‐ 岡田茉莉子（第3回・第4回ゲスト）
- 岸田の夫 ‐ 尾上勇（第4回）
- 和江 ‐ 前沢保美（第4回）
- 患者 ‐ 大谷章文（第4回）
- 中川陽子 ‐ 佐津川愛美（第5回・第6回ゲスト）
- 宮地友香（元医師）‐ 森口瑤子（第5回・第6回ゲスト）
- 百合の母親 ‐ 神保美喜（第5回・第6回）
- 教授 ‐ 有川博（第5回。ともみの研修医時代の指導医）
- 中川静夫 ‐ 春田純一（第5回。中川陽子の父）
- 陽子の恋人 ‐ 白川裕二郎（第5回）

ほか

## スタッフ
- 脚本：矢島正雄、斉藤樹実子
- 音楽：山下康介
- 医事監修：鈴木忠、原田知幸
- 料理指導：里見陽子
- 制作統括：谷口卓敬、大加章雅
- 演出：岡田健、大橋守

## 主題歌
- 「最後の羅針盤」（熊木杏里）

## サブタイトル
| 各話                                                    | 放送日        | サブタイトル | 視聴率 |
| ------------------------------------------------------- | ------------- | ------------ | ------ |
| 第1回                                                   | 2007年4月7日  | 星降る町へ   | 6.9%   |
| 第2回                                                   | 2007年4月14日 | 命の力       | 7.1%   |
| 第3回                                                   | 2007年4月21日 | サイレン     | 8.2%   |
| 第4回                                                   | 2007年4月28日 | 家族の肖像   | 6.1%   |
| 第5回                                                   | 2007年5月5日  | それぞれの今 | 5.6%   |
| 最終回                                                  | 2007年5月12日 | 明日の私     | 9.1%   |
| 平均視聴率7.2% ※視聴率はビデオリサーチ社 ‐ 関東地区調べ |               |              |        |

## ロケ地
- 堀田海岸病院 ‐ 神奈川県横浜市金沢区 - 野口英世記念公園内横浜市長浜ホール [7]
- 桟橋のある海岸 ‐ 千葉県南房総市富浦町原岡海岸
- みまたはら駅のホーム ‐ 小湊鉄道 - ウェイバックマシン（2000年3月2日アーカイブ分）　[8] - 上総三又駅